# 알자마크샤리
아부 알카심 마흐무드 이븐 우마르 알자마카샤리(Abu al-Qasim Mahmud ibn Umar al-Zamakhshari, al-Zamakhshari, 아랍어:  الزمخشري) 혹은 Jar Allah(아랍어로 "신의 이웃"이라는 뜻, 1074년(1075년) - 1143년(1144년))은 중세 무슬림 학자였으며 신학자로서 아바스 왕조 사람이었다. 민족적으로는 이란 사람이다.

## 생애
알자마카샤리는 카와레즈미아의 자마크샤르에서 태어나 이슬람 학교의 저명한 학자가 됐다. 그는 저서를 페르시아어로 기록했으며 아랍어를 잘 사용했다. 동상으로 한쪽 다리를 잃자 그는 사고가 아니라 법적인 희생양이었다고 주장했다.
꾸란에 정통한 학자로서 알카샤프(Al-Kashshaaf)로 불렸으며 언어적인 아름다움을 갖춘 시구로 유명하나 철학적으로는 조금 떨어진다는 비판이 있다.
수년동안 메카에서 머물렀으며 그때 "신의 친구"(Jar-Allah)라는 칭호를 얻었다. 그는 크와레즘으로 돌아갔다가 죽었다.
그는 1144년 크와레즘의 알유르야니야(al-Jurjaniya)에서 죽었다. 그는 부카라와 사마르칸트에서 공부했으며 바그다드의 율법자이기도 했다.

## 저서
그의 명성은 꾸란에 기초한 해석에 따른 것이었으며 여러 학자의 주목을 받았다.
- Al-Kashshaaf(کشاف )[7]
- Rabi al-Abrar
- Asasul-Balaghat dar-Lughat
- Fasul-ul-Akhbar
- Fraiz Dar-ilm Fariz
- Kitab-Fastdar-Nahr
- Muajjam-ul-Hadud
- Manha Darusul
- Diwan-ul-Tamsil
- Sawaer-ul-Islam
- Muqaddimat al-Adab[8]